# Power Rangers Time Force
Power Rangers Time Force è la settima serie dedicata alla saga televisiva Power Rangers, basata sull'originale giapponese Mirai Sentai Timeranger.
È stata la serie di maggior successo dell'intero franchise, grazie anche ad alcuni temi di rilievo: per la prima volta viene presentata una storia d'amore, quella tra Jen (Pink Ranger) e Wes (Red Ranger); inoltre la serie pone un accento sulla Tecnologia del DNA ricombinante e alla possibilità di creare organismi geneticamente perfetti.
Il casting, inoltre, non si limitò a scritturare giovani attori esordienti. Tra gli interpreti figurano Vernon Wells, apparso in numerosi film negli anni '80, ed Edward Albert. Quest ultimo vincitore di un Golden Globe nel 1973 per il film Le farfalle sono libere.

## Trama
Anno 3001, il mutante Ransik, reietto della società e capo di una banda criminale, è ricercato da un gruppo di agenti speciali di polizia chiamato Time Force. L'obiettivo del mostro è di tornare indietro nel tempo per conquistare il mondo che non riesce a fare suo a causa della Time Force, ma un agente di quest'ultima, il Red Ranger Alex, lo cattura prima che possa mettere in atto i suoi folli piani. 
La Time Force è un'organizzazione quasi infallibile: infatti Ransik era l'ultimo dei criminali ancora liberi. Ma durante il trasferimento in carcere qualcosa va storto: Nadira, la figlia di Ransik attacca il blindato che trasportava il padre e lo libera con l'aiuto del robot Frax. Ransik, braccato da Alex, è più che deciso a tornare a viaggiare nel tempo, ma il Red Ranger cerca di fermarlo a tutti i costi. Infatti, durante la resa dei conti con il criminale, Alex perde la vita, permettendo così a Ransik di tornare indietro di 1000 anni grazie ad una macchina del tempo. Jen, la fidanzata e promessa sposa di Alex, accorre sul luogo del combattimento troppo tardi ed Alex sviene tra le sue braccia. Fortunatamente sopravvive alla battaglia e diventa capitano della Time Force. 
La ragazza, decisa a vendicarsi e a riscattarsi senza sapere che era sopravvissuto (Jen, insieme ai suoi amici Lucas, Trip e Katie, era la responsabile del trasferimento in carcere di Ransik), decide di prendere gli altri quattro Chrono Morphers a disposizione della Time Force e di seguire Ransik nel passato. E lo fa, disobbedendo al capitano della Time Force in persona. Ma, giunti a destinazione, i Rangers hanno un problema: i loro Morphers hanno bisogno del Red Morpher attivo per attivarsi a loro volta. Inoltre, quest'ultimo può attivarsi solo con il DNA di Alex. Il problema si risolve incredibilmente da solo quando un ragazzo, Wesley Collins (probabile antenato di Alex), aiuta i Rangers in un combattimento in cui stavano avendo la peggio, sbloccando il Red Morpher ed uscendo così vincitori dal combattimento. Inizierà così un'avventura incredibile per il Red Ranger Wes, il Blue Ranger Lucas, il Green Ranger Trip, lo Yellow Ranger Katie e il Pink Ranger Jen. 
I cinque hanno inoltre a disposizione i Time Flyers, che, combinati secondo due diverse disposizioni, possono formare il Time Megazord Blue Mode ed il Time Megazord Red Mode. Durante la loro missione i Rangers incontreranno anche un altro Ranger, Eric, il Quantum Ranger, che ha ritrovato il Quantum Morpher che si era perso nei meandri del tempo. Eric dispone del Quantasaurus Rex, o più semplicemente Q-Rex, che può anche trasformarsi in un Megazord a sé stante. 
In questa serie vi è anche un episodio Team-Up con i Power Rangers Lightspeed Rescue, dove i Ranger della Time Force dovranno combattere contro Vypra che alleata con Ransik, tenterà di richiamare sulla Terra un potentissimo demone. Anche nella serie successiva ovvero Power Rangers Wild Force vi è un episodio Team-Up, in cui compaiono i supereroi di questa serie per combattere contro i Mut-Orgs. L'episodio Circuito incerto è stato dedicato alla memoria di Thuy Trang, interprete di Trini Kwan (il primo ranger giallo) nella prima serie dei Power Rangers, allora recentemente scomparsa in un incidente stradale.

## Episodi
| Stagione       | Episodi | Prima TV USA | Prima TV Italia |
| -------------- | ------- | ------------ | --------------- |
| Prima stagione | 40      | 2001         | 2002            |

## Personaggi e interpreti
- Wesley "Wes" Collins (Red Time Force Ranger), interpretato da Jason Faunt, doppiato da Francesco Bulckaen.[1]
Probabilmente antenato di Alex, il Red Ranger originale, Wes incontra gli altri protagonisti quando questi ultimi raggiungono la sua epoca dal futuro per catturare il malvagio mutante Ransik. Dopo aver scoperto le intenzioni della Time Force, Wes si unisce a loro e diventa il nuovo Red Ranger, prendendo il posto del defunto Alex, morto nel futuro nel tentativo di fermare Ransik. Wes è l'unico a poter attivare il Red Morpher, in quanto possiede lo stesso DNA di Alex. Nel corso della serie, Wes si infatua di Jen Scotts, il Pink Ranger, ma il loro amore non è destinato a svilupparsi a causa degli scontri con Ransik e anche del ritorno di Alex, creduto morto, a cui Wes è costretto a cedere il Red Morpher. Durante una battaglia, tuttavia, Wes darà prova di essere un eroe e riottiene nuovamente il Red Morpher, tornando quindi il Red Ranger del gruppo. Verso la fine della serie, Wes costringe i suoi compagni, più Alex, a ripartire per il futuro. Alex gli rivela che sia lui che il Quantum Ranger moriranno nel tentativo di fermare Ransik. Nonostante ciò, in aiuto di Wes giungono anche i suoi compagni, i quali riescono finalmente a sconfiggere Ransik. Nel finale, Jen rivela il suo amore per Wes e quest'ultimo, dopo aver detto addio ai suoi compagni che ripartono nel futuro, rimane nel passato, continuando a difendere la Terra ancora come Red Ranger.

- Jennifer "Jen" Scotts (Pink Time Force Ranger), interpretata da Erin Cahill, doppiata da Antonella Baldini.
Jen Scotts, dopo la morte di colui che sarebbe diventato presto suo marito, Alex, prende le redini della Time Force giurando di catturare Ransik, che fugge nel passato. Prende il rosa, il blu, il verde e il giallo Crono morphers e torna indietro nel tempo, nel 2001, in cui conosce Wes, un ragazzo identico ad Alex, il quale si unisce al gruppo essendo l'unico, in grado di attivare il Crono Morpher Red di Alex poiché possiede il suo stesso Dna. Jen è un capo duro che esige rigore dai Rangers, ma iniziando la conoscenza con il nuovo arrivato il suo atteggiamento si ammorbidisce. In seguito ella scopre che Alex è ancora vivo e le chiede di far ritorno al futuro con lui, ma rifiuta perché in quel momento doveva restare lì (perché si era innamorata di Wes).

- Bruce "Trip" McHale (Green Time Force Ranger), interpretato da Kevin Kleinberg, doppiato da Corrado Conforti.
È un Alieno proveniente dal pianeta Xybria. Grazie a un gioiello verde incastonato sulla fronte, ha la capacità di leggere la mente, individuare luoghi e, in alcuni casi, vedere il futuro. Trip è il membro più ingenuo della squadra, dal momento che nel pianeta da cui proviene non esiste l'infedeltà. Egli è anche un genio tecnologico, avendo creato l'arma Booster Electro e altri arsenali. Trip è sempre disposto a lottare per ciò in cui lui crede giusto, come quando ha cercato di proteggere un mutante di nome Notacon (che non era dalla parte del male).

- Lucas Kendall (Blue Time Force Ranger), interpretato da Michael Copon, doppiato da Alessandro Tiberi.
È il Blue Ranger. Lucas Kendall è ossessionato da due cose: look e automobili. Nell'anno 3001, egli è un pilota automobilistico. Inoltre è il tipo di ragazzo che ha un grande successo con le donne, infatti Trip ne trae esempio. Più avanti Nadira si infatua di lui nonostante non la voglia affatto.

- Katie Walker (Yellow Time Force Ranger), interpretata da Deborah Estelle Philips, doppiata da Ilaria Latini.
Dotata di una forza sovrumana, Katie è una ragazza molto disponibile, gentile e affettuosa, in netto contrasto con la personalità di Jen.

- Eric Myers (Quantum Time Force Ranger), interpretato da Dan Southworth, doppiato da Fabio Boccanera.
Eric in precedenza era un soldato che lavorava per i Silver Guardians, un'organizzazione istituita per la protezione del Bio-Lab. Wes rivela in seguito che hanno frequentato la stessa scuola privata. Considerando che Wes proveniva da una famiglia ricca, Eric era povero perciò ha deciso di lasciare la scuola. Eric aveva pochi amici, anche se Wes ha cercato di fare amicizia con lui in diverse occasioni.

- Ransik, interpretato da Vernon Wells, doppiato da Franco Zucca.
È il criminale nemico della Time Force Ransik, ed è un mutante creato da un incidente nel 3000. Egli possiede la capacità di estrarre spade dalla pelle, fare arti marziali e la telecinesi. Dopo essere stato morso dal mutante Venomark, è diventato dipendente da un siero sviluppato dal Dr. Louis Ferricks. I suoi piani coinvolgono nella requisizione della Prigione e viaggiare avanti ed indietro nel tempo per assumere un esercito di mutanti che hanno commesso crimini in Millennium City. Egli è ostacolato nel suo primo tentativo da Alex, l'originale Time Force Ranger Red, il quale riesce quasi ad arrestarlo. Tuttavia, in rotta verso la prigione, Ransik viene salvato dalla figlia Nadira e il suo seguace robotico Frax. Fuggono per realizzare gli obiettivi di Ransik, e mettendo Alex fuori gioco per un lungo periodo. Alex era, infatti, pensato morto ciò motivò Jen e la Time Force a fare giustizia e vendetta. Nel 2001, si trova ben presto minacciato dai compagni di squadra di Jen e, il nuovo Time Force Ranger Red, Wes, nella città di Silver Hills. Egli usa vari regimi e mutanti per attaccare i Rangers, senza mai riuscire nell'intento.

- Nadira, interpretata da Kate Sheldon, doppiata da Claudia Razzi.
È la figlia di Ransik, ed è un umanoide piuttosto antipatica e piena di sé. È molto simile a Trakeena di Power Rangers Lost Galaxy, ma è molto meno maligna. Sebbene sia molto pigra e abbia il timore di rovinare il suo aspetto, Nadira, quando necessario, può diventare un avversario temibile che possiede la capacità di estendere le sue unghie e usarle come armi. Ha anche mostrato una forza sovrumana, la capacità di alterare l'abbigliamento delle persone e la possibilità di teletrasportarsi. Nadira adora la moda e spesso va a rubare vestiti e gioielli.

- Alex Drake, interpretato da Jason Faunt, doppiato da Francesco Bulckaen.
È il Red Time Force Ranger originale proveniente dal futuro, che intende ripristinare il corso degli eventi. Fidanzato di Jen, nella battaglia con Ransik rivela agli altri che Wes sarebbe morto e impone ai quattro la correzione della memoria. Anche se Alex è contrario, i rangers decidono comunque di aiutare Wes e Jen gli restituisce l'anello di fidanzamento.